# Liste der Baudenkmale in Wittingen
In der Liste der Baudenkmale in Wittingen sind alle Baudenkmale der niedersächsischen Gemeinde Wittingen aufgelistet. Die Quelle der Baudenkmale ist der Denkmalatlas Niedersachsen. Der Stand der Liste ist der 7. Januar 2022.
Allgemein
In den Spalten befinden sich folgende Informationen:
- Lage: die Adresse des Baudenkmales und die geographischen Koordinaten. Kartenansicht, um Koordinaten         zu setzen. In der Kartenansicht sind Baudenkmale ohne Koordinaten mit einem roten Marker dargestellt und können in der Karte gesetzt werden. Baudenkmale ohne Bild sind mit einem blauen Marker gekennzeichnet, Baudenkmale mit Bild mit einem grünen Marker.
- Bezeichnung: Bezeichnung des Baudenkmales
- Beschreibung: die Beschreibung des Baudenkmales.
- ID: die Nummer des Baudenkmales
- Bild: ein Bild des Baudenkmales

## Wittingen
| Lage                                                     | Bezeichnung                           | Beschreibung | ID       | Bild           |
| -------------------------------------------------------- | ------------------------------------- | --- | -------- | -------------- |
| Achterstraße 16 52° 43′ 39″ N, 10° 44′ 27″ O             | Wohnhaus                              | Kleiner eingeschossiger Fachwerkbau in Ankerbalkenkonstruktion unter Satteldach in Ziegelpfannendeckung. | 33948490 |                |
| Achterstraße 24 52° 43′ 39″ N, 10° 44′ 30″ O             | Wohnhaus                              | Zweigeschossiger Fachwerkbau in Geschossbauweise unter Satteldach in Wellplattendeckung, traufständig. Fachwerkgefüge mit gekuppelten Ständern mit verputzter Ausfachung. Außermittige Querdurchfahrt. Freistehende Giebelseite mit Kunststoff verblendet. | 33948513 |                |
| Achterstraße 26 52° 43′ 39″ N, 10° 44′ 31″ O             | Wohnhaus                              | Zweigeschossiger, traufständiger Fachwerkbau unter Satteldach in Wellplattendeckung. Achsensymmetrisches Zweckfachwerk mit verputzter Ausfachung, mittiger Haupteingang mit profilierter Einfassung. | 33948539 |                |
| Achterstraße 28 52° 43′ 39″ N, 10° 44′ 31″ O             | Wohn-/ Wirtschaftsgebäude             | Eingeschossiger giebelständiger Fachwerkbau bestehend aus Wohnteil mit rückwärtigem Stallanbau auf niedrigem Sandsteinsockel mit Rollschicht aus rotem Backstein unter Halbwalmdach. Hauseingangstür mit Oberlicht traufenseitig unterhalb Giebelgaube. Fachwerkgefüge mit gebogenen Streben, Ausfachung in gestrichener Ziegelsetzung. | 33948565 |                |
| Achterstraße 30 52° 43′ 39″ N, 10° 44′ 32″ O             | Wohnhaus                              | Eingeschossiger giebelständiger Fachwerkbau unter Viertelwalmdach mit historischer Haustür aus dem Biedermeier. Seitlich der Eingangstür gekuppelte Ständer mit regelmäßig in Hochkant gestellten Ziegeln in den Gefachen. | 33948591 |                |
| Achterstraße 43 52° 43′ 38″ N, 10° 44′ 31″ O             | Wohnhaus                              | Zweigeschossiger, traufständiger Fachwerkbau unter Satteldach in Wellplattendeckung. Symmetrisches, siebenachsiges Fachwerkgefüge mit Ziegelausfachung, Haupteingang mit klassizistischen Einfassung hinter Freitreppe. | 33948617 |                |
| Am Markt 52° 43′ 42″ N, 10° 44′ 28″ O                    | St. Stephanus                         | Ehemalig dreischiffige gotische Backsteinbasilika mit Westturm über älteren Grundmauern, Querschiff und ursprünglich halbrunden Apsis, nach Brand 1474 durch größeren polygonalen Chor ersetzt. Längengestaffelte Strebepfeiler am Chor und am Westturm. Turm mit Korbbogenfenstern in spitzbogigen Blendmaßwerk gefasst, Kreuzanker an Fassade sowie Turmuhr, vom steilen kupfergedeckten Pyramidendach abgeschlossen. Hauptschiff und Querschiff unter Satteldach in Ziegelpfannendeckung, Kreuzarme auf alten Fundamenten in Feldsteinmauerwerk, Fenster in Spitzbogenform. Innere zumeist im gebundenen System gewölbt, Spuren von herausgebrochenen Gewölbekappen erkennbar. Spätgotischer Chor von Beginn an ungewölbt, im Schiff hölzerne Tonnenwölbung, in anderen Raumteilen neue Holzdecken. Altarretabel von 1709, Kanzel in bäuerlichen Renaissance-Formen von 1626 sowie prächtiger barocker Orgelprospekt von 1738–40 von Johann Wilhelm Gloger. Außen eingelassene Grabepitaphien, darunter Grabplatte für Wilhelm von den Knesebeck († 1620). | 33948641 | Weitere Bilder |
| Bahnhofstraße 26 52° 43′ 42″ N, 10° 43′ 52″ O            | Wohnhaus                              | Hinter Vorgarten freistehendes villenartiges zweigeschossiges Wohnhaus auf Natursteinsockel mit massiven EG und Zierfachwerk in den OGs unter abgeknickten, in Schiefer gedeckten Walmdach mit Zwerchhaus. Östlicher Gebäudeflügel tritt risalitartig vor, Fenster im EG in Rundbogenform, im OG rechteckig mit farbigen Glas in den Oberlichtern. Östlich Auslucht mit Balkonterrasse, rückwärtig niedrigerer Anbau. | 33948673 |                |
| Bahnhofstraße / Spittastraße 52° 43′ 38″ N, 10° 44′ 3″ O | Friedhofsmauer                        | Straßenbildprägende Einfassung des Friedhofs, Mauer aus Sandsteinpfeilern mit in Nuten eingelassenen großen Sandsteinplatten mit dahinterliegender Hecke, erbaut um 1900. | 33949460 |                |
| Bromer Straße 15 52° 43′ 32″ N, 10° 44′ 47″ O            | Wohnhaus                              | Eingeschossiger verputzter Massivbau mit Zwerchhaus unter Halbwalmdach in Ziegelpfannendeckung. Fassadenöffnungen unter Segmentbögen, Fenster- und Türeinfassungen sowie Gesimsbänder in Profilform. | 33948697 | BW             |
| Celler Straße 2 A 52° 43′ 44″ N, 10° 43′ 25″ O           | Wasserturm                            | Wasserturm als Ziegelbau mit auskragendem polygonalem Tankgeschoss sowie polygonaler Dachhaube mit Laterne. Zweigeschossiger Turmschaft mit Rundbogenfenstern sowie kleinem Anbau im EG, Ziegelziersetzungen, Lichtfenster und abschließendes Konsolengesims. Darüber ein gewölbt vorkragendes Tankgeschoss mit vertikalen Holzbeschlag im Zierschnitt, Fenster in geohrten Einfassungen. | 33948720 | Weitere Bilder |
| Dammstraße 4 52° 43′ 46″ N, 10° 44′ 7″ O                 | Wohn-/ Geschäftshaus                  | Zweiflügeliges Haus in verputzen Ziegelmauerwerk sowie breiten Zwerchhaus in Fachwerk unter Satteldächern in Betonpfannendeckung. Im queraufgeschlossenen EG Fenster, Schaufenster sowie Tordurchfahrt in breiten Korbbögen, ebenso zurückgesetzte Eingangstüren in Bögen. Im Zwerchhaus ein straßenausgerichtetes Zierfachwerk mit kleinem Erker. | 33948744 | BW             |
| Ernst-Stackmann-Straße 4 52° 43′ 37″ N, 10° 44′ 37″ O    | Wohnhaus                              | Zweigeschossiger, stattlicher Bau auf unregelmäßigen Grundriss mit verputzen EG und Fachwerk–OG unter den Gebäudeflügeln angepasster Satteldachlandschaft in Betonpfannendeckung. Zur Straßenseite Risalit als Wintergarten in Zierfachwerk, darüber Schleppgaube, westliche Gebäudeecke mit polygonalem Erker, ebenfalls mit Zierfachwerk, unter Glockenhaube in Biberschwanzdeckung, mit neubarocken Rundfenstern und Wetterfahne mit der Datierung 1908(i). Straßenseitige Giebelseite des Querflügels in Zierfachwerk, Ortgänge mit Freigespärre. Westliche Gebäudeflanke in den OGs verbrettert, rückwärtig reduziertes Fachwerk. | 33948767 | BW             |
| Fulau 12 52° 43′ 44″ N, 10° 44′ 51″ O                    | Wohn-/ Wirtschaftsgebäude             | Zweigeschossiger verputzter Ziegelbau unter Halbwalmdach in Ziegelpfannendeckung. Siebenachsige Sichtfassade mit profilierten Einfassungen, Gurtgesims und durchgehendem Sohlbankgesims im OG. Tordurchfahrt heute zugesetzt. Freistehende Giebelseite mit Faserzementplattenbehang. | 33948792 | BW             |
| Fulau 16 52° 43′ 43″ N, 10° 44′ 31″ O                    | Wohn-/ Wirtschaftsgebäude             | Eingeschossiger Fachwerkbau mit verputzter Ziegelfassade, halb abgewalmtes Satteldach in Ziegeldeckung. Seitliche Querdiele und mittiges Zwerchhaus, profilierte Fenstereinfassungen sowie Gurt- und Sohlbankgesims. | 33948816 |                |
| Gänsemarkt 1 52° 43′ 41″ N, 10° 44′ 31″ O                | Wohnhaus                              | Zweigeschossiger Fachwerkbau unter Satteldach in Schindeldeckung. Symmetrisches Fachwerkgefüge, teils in Ziegelsichtausfachung und teils verputzt, verbrettertes Gebälk zwischen den Geschossen. Nordöstliche Fassadenecke teilmassiv erneuert. Südliche Giebelseite als Schauseite siebenachsig angelegt mit mittigen Haupteingang, ausgebautes DG. | 33948840 |                |
| Gänsemarkt 6 52° 43′ 40″ N, 10° 44′ 33″ O                | Wohnhaus                              | | 33948864 |                |
| Gustav-Dobberkau-Straße 2 52° 43′ 51″ N, 10° 44′ 17″ O   | Wohn-/ Wirtschaftsgebäude „Junkerhof“ | Eingeschossiger, stattlicher Fachwerkbau auf Feldsteinsockel unter Satteldach in Ziegelpfannendeckung. Fachwerkgefüge mit zweifeldigen Streben, an Auslucht sowie südlicher Giebelseite Fußstrebenpaare mit teils Ziegelziersetzung. Giebeldreieck über profilierten Knaggen vorkragend, mit Lüftungsgittern im Gefüge. An nördlicher Giebelseite ehemaliges Dielentor. Gebäude wurde transloziert und in weiten Teilen erneuert. | 33948889 | Weitere Bilder |
| Heldenhain 52° 43′ 50″ N, 10° 43′ 49″ O                  | Kriegerdenkmal                        | Verputzter Obelisk auf Sandsteinsockel, mit Inschriftentafeln zur Erinnerung an Gefallene des Krieges 1870/71, Mäanderband und Reliefs in Form von Laubkränzen und Eisernen Kreuz. 1878 errichtet, um 1920 aufgestockt, mit heute fünf und ehemals sieben Eichen als Randbebauung. | 33948913 |                |
| Hindenburgwall 19 52° 43′ 36″ N, 10° 44′ 17″ O           | Wohnhaus                              | Zweigeschossiges Wohnhaus als verputzter Massivbau unter Halbwalmdach in Betonpfannendeckung. Achsenmittiger Risalit mit Bogenöffnungen und krönendem Dreiecksgiebel mit Bogenfenster. EG in Rustika, Mäanderband im Gurtfries, Fenster in Segmentbogenform gefasst. Zur Inneneinrichtung gehört Bogenfries über der Täfelung mit biblischer Szene. | 33948983 |                |
| Hindenburgwall 31 52° 43′ 35″ N, 10° 44′ 27″ O           | Kirche St. Stephan                    | Kleiner Saalbau unter Satteldach mit eingezogenem Westturm unter spitzen rheinischen Helm in Dachschindeldeckung. Fassade aus Ziegelmauerwerk, Öffnungen in überstabten Spitzbögen gestaltet. Traufgesims des Langschiffes in Schalbeton, den Turm flankieren kleinere Ausluchten. | 33948958 | Weitere Bilder |
| Junkerstraße 8 52° 43′ 44″ N, 10° 44′ 13″ O              | Dieckmanns Apotheke                   | Stattlicher zweigeschossiger Fachwerkbau mit elfachsiger Fassade auf verputztem Sockel unter Halbwalmdach in Ziegelpfannendeckung. Achsensymmetrisches Fachwerkgefüge mit verputzter Ausfachung. Im EG Apotheke mit bauzeitlicher Eingangstür. Zur Rückseite Utlucht mit Terrasse und Wintergarten, dort im Oberlicht der historischen Tür Inschrift: „Königl – priviligierte Apothecke 1793“. | 33949008 | BW             |
| Junkerstraße 9 52° 43′ 43″ N, 10° 44′ 17″ O              | Wohnhaus                              | Zweigeschossiger, traufständiger Fachwerkbau unter Halbwalmdach in Ziegelpfannendeckung. Fünfachsige Fassade, im EG spätere Ladeneinbauten, ebenso spätere straßensichtige Gauben. Fachwerkgefüge mit verputzter Ausfachung, östliche Giebelseite mit Ziegelmauerwerk im EG, im OG mit Ziegelpfannen verkleidet. Rückwärtig zugehöriger Flügel. | 33949033 |                |
| Junkerstraße 10 52° 43′ 44″ N, 10° 44′ 14″ O             | Wohnhaus                              | Zweigeschossiger verputzter Massivbau unter Halbwalmdach in Ziegelpfannendeckung. Haupteingang mit repräsentativen Säulenportal, Fenster in profilierter Stuckeinfassung, in den Brüstungsfeldern sowie im Gurtfries vegetabile Ornament-Reliefs. | 33949056 |                |
| Junkerstraße 16 52° 43′ 44″ N, 10° 44′ 18″ O             | Wohnhaus                              | Eineinhalbgeschossiger Massivbau mit Zierfachwerk in den OGs unter künstlerisch angeordneten, halb abgewalmten Satteldachformen in Ziegeldeckung. Im EG außermittiger Eingang hinter bogenüberfangenem Windfang mit dorischer Säule hinter Freitreppe. Kunstvolle Jugendstilfenster in Rundbögen, achsenmittiger polygonaler Erker mit Zierfachwerk in Form von Fächerrosetten und der Wappenabfolge: Preußenadler, Adler des deutschen Kaiserreiches 1871 und das springende Welfen- oder Sachsenross. Fachwerkkonstruktion mit sichtbaren Balkenköpfen, in gestaffelten Dachlandschaft ausgebautes zentrales DG. | 33949104 |                |
| Junkerstraße 22 52° 43′ 45″ N, 10° 44′ 22″ O             | Pfarrhaus „Spitta-Haus“               | Eingeschossiger, traufständiger Fachwerkbau unter halb abgewalmten Mansarddach. Achsensymmetrische siebenachsige Fassade, Zwerchhaus sowie Gauben später hinzugefügt. Zweckfachwerk mit verputzter Ausfachung, teils in Ziegelsichtmauerwerk. Eingang durch doppelflügelige Haustür ins Foyer mit erhaltenem Treppenaufgang von um 1800. Barocke Bodentreppe sowie ein Kachel-Ofen aus dem 19. Jh. | 33949128 |                |
| Knesebecker Str. 52° 42′ 59″ N, 10° 43′ 29″ O            | Stackmannsteiche                      | Mehrere Teichbecken, ursprünglich für Eisproduktion der Wittinger Privatbrauerei angelegt. | 33948443 | BW             |
| Knesebecker Str. 15 52° 43′ 31″ N, 10° 44′ 10″ O         | Wohn-/ Wirtschaftsgebäude             | Zweigeschossiges, queraufgeschlossenes Gebäude auf verputztem Ziegelsockel unter Satteldach in Ziegelpfannendeckung. Fachwerkgefüge mit gekuppelten Ständern, Gebälkzone mit Holzbohlen verbrettert, verputzte Ausfachung. Originale Holzfenster mit Holzeinfassung, ebenso kassettierte Holztür mit klassischer Holzeinfassung. Südwestlich Tordurchfahrt zum Innenhof. Rückwärtige Fassade mit vorkragendem OG, von Holzbrettern in Vertikalbeschlag und Zierschnitt verkleidet. | 33949151 | BW             |
| Lange Straße 24 52° 43′ 42″ N, 10° 44′ 22″ O             | Wohn-/ Wirtschaftsgebäude             | Zweigeschossiger verputzter Ziegelbau unter Satteldach in Ziegelpfannendeckung. Öffnungen unter Segmentbögen mit profilierten Einfassungen, ehemalige seitliche Tordurchfahrt durch Ladeneinbau verändert. Rückseite stark verändert. Ehemaliges Ackerbürgerhaus, welches nach Brand vom 08.06.1852 errichtet wurde. | 33949174 |                |
| Lange Straße 26 52° 43′ 42″ N, 10° 44′ 22″ O             | Wohn-/ Wirtschaftsgebäude             | Zweigeschossiger, traufständiger Fachwerkbau unter Satteldach in Ziegelpfannendeckung. Straßensichtige Fassade in Scheinquaderung verputzt, ehemalige seitliche Tordurchfahrt heute verglast mit Eingangstür. Originale Tür aus der Erbauungszeit nach Brand 08.06.1852, rückwärtig stark verändert. | 33949198 |                |
| Lange Straße 29 52° 43′ 42″ N, 10° 44′ 21″ O             | Wohnhaus                              | Zweigeschossiger traufständiger Fachwerkbau auf verputzen Sockel unter Satteldach in Wellplattenbehang. Außermittige Querdiele heute modern verglast, westlich außermittiger Haupteingang hinter vorgelagerter Treppe, EG dort mit Ziegelstein zugesetzt. Gebälk verbrettert und mit goldener Inschrift verziert. Symmetrisches Fachwerkgefüge mit gestrichener Ziegelausfachung. | 33949222 |                |
| Lange Straße 33 52° 43′ 41″ N, 10° 44′ 23″ O             | Haus Dress                            | Hoher dreigeschossiger Putzbau mit Drempel unter Mansarddach in Ziegelpfannendeckung. Im EG Ladeneinbauten, in den OGs seitliche Erker über Konsolen, oberer Abschluss vom Dreieckgiebel über Drempel. Horizontale Gliederung mit Zahnschnitt und profilierten Gurt- und Sohlbankgesimsen. Sprossenfenster mit Ornamentband in den Oberlichtern mit Rautenmotiv. Im Ladengeschäft bauzeitliche Einrichtungen. | 33949245 |                |
| Lange Straße 35 52° 43′ 42″ N, 10° 44′ 24″ O             | Stackmann´s Haus                      | Zweigeschossiger, giebelständiger Fachwerkbau auf verputztem Sockel unter Halbwalmdach in Ziegelpfannendeckung. Symmetrisches Fachwerkgefüge mit gekuppelten Ständern und verputzter Ausfachung. Geschosstrennende Gebälk verbrettert. In Brüstungsgefachen des DG Fächerrosetten, westlich außermittiger Erker mit Kupferhaube und Brüstungszierde, über mittigen Haupteingang Wappenrelief mit zwei goldenen Löwen und Sinnspruch: „Hopfen u Malz, Gott erhalt´s“. Westlicher Anbau mit massiven EG, dort sandsteingefasste und teils gekuppelte Fenster. OG in Fachwerk über teils sichtbaren Balkenköpfen, Achse des Zwerchgiebels durch Zierfachwerk hervorgehoben. Zwerchhaus und Gaube von Kupferspitzen bekrönt. | 33949270 |                |
| Lange Straße 54 52° 43′ 41″ N, 10° 44′ 31″ O             | Wohnhaus                              | Zweigeschossiger Ziegelbau mit Speichergeschoss unter Flachdach. Fenster in Segmentbögen, Fassadengestaltung durch glasierte Ziegelziersetzung, Speichergeschoss durch Lisenen gestalterisch hervorgehoben. Bauzeitliche Haustür, Treppenhaus und Lastenrad erhalten. | 33949295 |                |
| Lange Straße 56 52° 43′ 40″ N, 10° 44′ 34″ O             | Wohnhaus                              | Zweigeschossiger Fachwerkbau auf Sockel unter Satteldach in Betonpfannendeckung. Symmetrisches Fachwerkgefüge mit gekuppelten Ständern und verputzten Gefachen. Im EG Ladeneinbauten vom Beginn 20. Jh., dort original erhaltene einheitliche Tür- und Fenstergestaltung. | 33949317 |                |
| Lange Straße 59 52° 43′ 40″ N, 10° 44′ 33″ O             | Haus Kreyenberg                       | Stattlicher, traufständiger und zweigeschossiger Fachwerkbau auf Werksteinsockel unter Satteldach in Krempziegeldeckung. Straßenseitige dreigeschossige Utlucht, Schnitzereien rahmen die Eingangstür mit Wappen Kreyenbergs sowie Jahreszahl 1640. Fachwerkgefüge mit Fußstrebenpaaren sowie gestrichener Ziegelausfachung, teils in Ziersetzung, vorkragendes OG über profilierten Gebälk. Frontseite und Giebelseiten im geschossweisen Abbund, hofseitig Stockwerkszimmerung. Westlicher Gebäudeteil ohne Vorkragung mit gebogenem Streben. Ausstattung des 17. Jh. erhalten, nahezu alle Fenster der OGs auf das frühe 19. Jh. datierbar. Rückwärtig Ständerbauweise mit Ankerbalken, im oberen Dachstuhlbereich große Speichenradkonstruktion eines Lastenkranes erhalten. Schnitzzierde der Renaissance am Deckenbalken in Form eines geflügelten Engelkopfes, Inschriftenbänder am Haupthaus von 1640 und an der Utlucht von 1740, am Ostgiebel von um 1800.                                                                                          | 33949341 | Weitere Bilder |
| Lange Str. 59 52° 43′ 39″ N, 10° 44′ 33″ O               | Nebengebäude                          | Rückwärtiger zweigeschossiger Fachwerkflügel unter Pultdach in Ziegelpfannendeckung. Fachwerkgefüge in Stockwerksbauweise mit teils gebogenen Streben und Ziegelsichtausfachung. Teile der wandfesten Ausstattung erhalten. Ehemaliges Wirtschaftsgebäude. | 43768947 | BW             |
| Lange Straße 63 52° 43′ 39″ N, 10° 44′ 37″ O             | Wohnhaus                              | Eingeschossiges Fachwerk-Wohnhaus auf Werksteinsockel unter Halbwalmdach in Wellplattenbehang. Mittiges Zwerchhaus, im EG klassizistische Einfassung eines ehemaligen Schaufensters. Symmetrisches Fachwerkgefüge mit gestrichener Ziegelausfachung. Westliche Giebelseite mit Wellplatten verschalt. Erbaut erste Hälfte 19. Jh., Ende 19. Jh. aufgestockt. | 33949366 |                |
| Lange Straße 65 52° 43′ 39″ N, 10° 44′ 38″ O             | Wohnhaus                              | Eingeschossiges Fachwerkhaus auf Werksteinsockel, mit Drempelgeschoss und unter Satteldach in Wellplattendeckung. Drempelgeschoss leicht vorkragend über profiliertem Gebälk, Gebäudemitte risalitartig hervorgehoben mit Zierfachwerk, symmetrisches Fachwerkgefüge mit gestrichener Ziegelausfachung. Ortgänge mit profilierten Kopfbändern, westliche Seite holzverschalt. | 33949390 |                |
| Salzwedeler Straße 5 52° 43′ 38″ N, 10° 44′ 46″ O        | Wohn-/ Wirtschaftsgebäude             | Eingeschossiges massives Wohnhaus mit einem orthogonalen Wirtschaftsanbau unter halb abgewalmten Satteldach, teils in glasierten Ziegeln und teils in Betonpfannendeckung. Fassadenöffnungen unter Segmentbögen, Zwerchhaus mit Giebelschmuck am Wohnhaus. Wirtschaftsgebäude mit Ladeluke und holzverschaltem Drempel. | 33949414 | BW             |
| Salzwedeler Straße 7 52° 43′ 38″ N, 10° 44′ 47″ O        | Wohnhaus                              | Eingeschossiger verbretterter Fachwerkbau mit Zwerchhaus unter Halbwalmdach in Ziegelpfannendeckung, Windfang mit handwerklich-künstlerischer Ausgestaltung. | 33949437 | BW             |
| Totenweg 52° 42′ 54″ N, 10° 43′ 27″ O                    | Wohnhaus                              | Eingeschossiger Ziegelbau mit Zierfachwerk auf Feldsteinsockel unter Reetdach mit Niedersachsengiebeln und Fledermausgaube. Zierfachwerk im Landhausstil mit Ziegelziersetzungen, Sockel baulich mit nördlicher Terrasse verbunden. 1912 als Sommerhaus des Brauereibesitzers der Wittinger Brauerei errichtet. | 33948418 | BW             |

## Boitzenhagen
| Lage                                                          | Bezeichnung | Beschreibung | ID       | Bild |
| ------------------------------------------------------------- | ----------- | ------------ | -------- | ---- |
| Bickelsteinstr. / Wiswedeler Weg 52° 37′ 10″ N, 10° 48′ 50″ O | Wegweiser   |              | 33944134 | BW   |
| L 288 km 7,188 52° 37′ 58″ N, 10° 48′ 39″ O                   | Wegweiser   |              | 33947810 | BW   |

## Darrigsdorf
| Lage                                    | Bezeichnung | Beschreibung | ID       | Bild |
| --------------------------------------- | ----------- | --- | -------- | ---- |
| Im Dorfe 18 52° 43′ 57″ N, 10° 42′ 8″ O | St. Gabriel | Kleiner, rechteckiger Saalbau aus Feldsteinmauerwerk, um 1400 errichtet, mit nachträglichen strebepfeilern aus Backstein. Westturm aus Fachwerk aus dem Jahre 1782, heute mit Schiefer verkleidet, eingezogene Eingangshalle. Veränderungen um 1960. Im bauzeitlichen polygonalem Chor ein erhaltenes mittelalterliches Rippengewölbe, im Hauptschiff eine Flachdecke. Altarretabel von 1725, das Kruzifix bäuerlich derb, schlichte Kanzel von 1710, Emporen mit schlichten Passionsszenen um 1629. | 33944154 |      |

## Erpensen
| Lage                                     | Bezeichnung    | Beschreibung | ID       | Bild |
| ---------------------------------------- | -------------- | --- | -------- | ---- |
| Erpensen 3 52° 44′ 43″ N, 10° 45′ 24″ O  | Wohnhaus       | Traufständiges zweigeschossiges Wohnhaus als Ziegelbau auf verputzen Sockel unter Satteldach in Ziegelpfannendeckung. Westlicher Gebäudeteil als Wirtschaftsteil mit Tordurchfahrt, östlicher Wohnteil mit Eingang über Sandsteintreppe mit schmiedeeisernem Handlauf. Überstabte Segmentbogenfenster, Ziersteinsetzung im geschosstrennenden Gurtgesims und Konsolenfries im Giebeldreieck, Relieftafeln im Obergeschoss über dem Eingang mit Datierung „1901“(i). | 33944202 | BW   |
| Erpensen 3 52° 44′ 45″ N, 10° 45′ 23″ O  | Scheune        | Massivbau in Ziegelmauerwerk. Dachwerk und liegenden Ständer als moderne Zangenkonstruktion ausgebildet. Wohl 1953 errichtet. | 33944279 | BW   |
| Erpensen 3 52° 44′ 43″ N, 10° 45′ 22″ O  | Kuhstall       | Zweigeschossiger Bau, EG massiv in Ziegelmauerwerk, OG vorkragend in Fachwerk. Stalldecke als „preußische Kappendecke“ ausgebildet. Errichtet um 1900. | 33944231 | BW   |
| Erpensen 3 52° 44′ 44″ N, 10° 45′ 24″ O  | Schweinestall  | Zweigeschossiger Bau, EG massiv in Ziegelmauerwerk, OG vorkragend in Fachwerk. Stalldecke als „preußische Kappendecke“. Errichtet um 1900. | 33944255 | BW   |
| Erpensen 12 52° 44′ 40″ N, 10° 45′ 27″ O | Wohnhaus       | Hofanlage Erpensen I | 33944327 | BW   |
| Erpensen 12 52° 44′ 41″ N, 10° 45′ 28″ O | Stall          | Hofanlage Erpensen I | 33944380 | BW   |
| Erpensen 12 52° 44′ 42″ N, 10° 45′ 27″ O | Scheune        | Traufständige Scheune in Ziegelmauerwerk unter Satteldach in Ziegelpfannendeckung als nördlicher Abschluss der Hofanlage. Tordurchfahrt und Wirtschaftsflügel unter Segmentbögen. Im Originalzustand erhalten. | 33944355 | BW   |
| Erpensen 12 52° 44′ 41″ N, 10° 45′ 27″ O | Pflasterung    | Hofanlage Erpensen I | 33944430 | BW   |
| Erpensen 12 52° 44′ 40″ N, 10° 45′ 26″ O | Stall          | Hofanlage Erpensen I | 33944405 | BW   |
| Erpensen 13 52° 44′ 41″ N, 10° 45′ 25″ O | Stall          | Zweigeschossiger Stallflügel mit EG in Ziegelmauerwerk und vorkragendem Fachwerk im oberen Geschoss, unter Satteldach in Ziegelpfannendeckung. Im EG Wirtschaftsöffnungen in Segmentbögen, im OG Ladeluken. Östlicher Hofflügel eines ursprünglichen Vierseithofes, zeitgleich mit Wohnhaus entstanden. Ehemalige Nutzung als Schweinestall. | 33944482 | BW   |
| Erpensen 13 52° 44′ 42″ N, 10° 45′ 25″ O | Wohnhaus       | Traufständiges Wohnhaus als Ziegelbau mit Drempelgeschoss in Zierfachwerk unter Halbwalmdach mit Niedersachsengiebel. Straßenseitige Fassade künstlerisch überhöht, mit glasierten Ziegelbänderungen sowie einem mittigen Altanvorbau mit Natursteinsäulen und holzgeschnitzter Balkoneinfassung. Die Giebelseiten sind schlichter gestaltet. | 33944456 | BW   |
| Erpensen 13 52° 44′ 41″ N, 10° 45′ 25″ O | Hofpflasterung | Hofpflasterung des Wirtschaftshofes, durch Abrisse und Neubauten umformt. | 33944560 | BW   |
| Erpensen 19 52° 44′ 38″ N, 10° 45′ 28″ O | Kapelle        | Kleiner rechteckiger Saalbau in Feldstein- und Ziegelmauerwerk unter Satteldach in Ziegelpfannendeckung. Im Westlichen Giebeldreieck Fachwerk sowie eine überfangene Schallglocke. | 33944178 |      |

## Eutzen
| Lage                                  | Bezeichnung               | Beschreibung | ID       | Bild           |
| ------------------------------------- | ------------------------- | --- | -------- | -------------- |
| Eutzen 4 52° 42′ 15″ N, 10° 42′ 36″ O | St. Georg                 | Kleine Saalkirche mit eingezogenem Westturm und polygonalen Chor, Saal und Chor in Feldsteinmauerwerk und Ziegel, unter im Osten abgewalmten Satteldach in Ziegelpfannendeckung. Am Chor umlaufende Strebepfeiler, am Haupthaus zugesetzte große Spitzbogen. Im Schiff Balkendecke, im Chor Rippengewölbe auf Kopfkonsolen. Westturm mit Rundfenstern durch farbige Ziegelsetzung hervorgehoben und durch kupfernen Knickhelm abgeschlossen. Langhaus im 14. Jh., Chor im 15. Jh. und Turm 1868(i) vom Baumeister H.Falke errichtet. Spätgotischer Schnitzaltar. | 33944581 | Weitere Bilder |
| Eutzen 4 52° 42′ 15″ N, 10° 42′ 36″ O | Kirchhof                  | Grünfläche mit Bestand an alten Bäumen, eingegrenzt von Einfriedung aus Sandstein. | 33944605 | BW             |
| Eutzen 4 52° 42′ 15″ N, 10° 42′ 36″ O | Einfriedung               | Einfriedung des Kirchhofes in Form von Pfeilern mit dazwischen eingezapften Platten aus Sandstein. | 33944626 | BW             |
| Eutzen 7 52° 42′ 14″ N, 10° 42′ 34″ O | Wohnhaus                  | Stattliches Wohnhaus als zweigeschossiger Ziegelbau auf teils Ziegel- und Teils Putzsockel, unter Halbwalmdach in Ziegelpfannendeckung. Eingangsmitte durch Risalit mit Portico im Erdgeschoss und Zierfachwerk mit Balkon im Obergeschoss, durch Zwerchhaus mit Niedersachsengiebel abgeschlossen. Ziegelfassade mit breiten Segmentbogenfenstern mit farbig gefassten Oberlichtern, sowie Bänderung und Ziegelziersetzung mit glasierten Ziegeln gestaltet. An der Nordostecke ein polygonaler Eckrisalit.                                                     | 33944648 | BW             |
| Eutzen 7 52° 42′ 13″ N, 10° 42′ 33″ O | Stall                     | Westlicher Flügel der Hofanlage als Ziegelbau unter Satteldach in Ziegelpfannendeckung. Segmentbogenfenster und Ziersteinsetzung in Form eines Gurtfrieses in Form eines Deutschen Bandes. Obergeschoss in Fachwerk. | 33944696 | BW             |
| Eutzen 7 52° 42′ 12″ N, 10° 42′ 34″ O | Scheune                   | Südlicher Scheunenflügel als Ziegelbau unter Satteldach mit teils Ziegel und teils Betonpfannendeckung. Bauwerk der 1950er Jahre. | 33944720 | BW             |
| Eutzen 7 52° 42′ 13″ N, 10° 42′ 36″ O | Stall                     | Östlicher Flügel der Hofanlage als Ziegelbau unter Satteldach in Ziegelpfannendeckung. Segmentbogenfenster und Ziersteinsetzung in Form eines Gurtfrieses in Form eines Deutschen Bandes. Obergeschoss in Fachwerk, nördlicher Kopfbau mit Tordurchfahrt. | 33944672 | BW             |
| Eutzen 9 52° 42′ 14″ N, 10° 42′ 32″ O | Torscheune                | Fachwerkbau auf trapezförmiger Grundfläche mit drei Einfahrten vom Hof und zwei von der Straße aus. Die mittlere Durchfahrt als offene Hofzufahrt konzipiert. Der nördliche Teil des Gebäudes wurde mit der Querdurchfahrt ursprünglich als Hofschafstall genutzt. Zum Hof Nr. 10 massiv ausgebaut. | 33944772 | BW             |
| Eutzen 9 52° 42′ 13″ N, 10° 42′ 28″ O | Längsdurchfahrtsscheune   | Dreiständerbau in Fachwerk, Außenwände mit Ziegelsteinen ausgefacht. Innenwände mit Lehmausfachung. | 33944799 | BW             |
| Eutzen 9 52° 42′ 13″ N, 10° 42′ 30″ O | Wohn-/ Wirtschaftsgebäude | | 33944744 | BW             |
| Eutzen 9 52° 42′ 13″ N, 10° 42′ 30″ O | Hofpflasterung            | | 33944824 | BW             |

## Glüsingen
| Lage                                     | Bezeichnung               | Beschreibung | ID       | Bild |
| ---------------------------------------- | ------------------------- | --- | -------- | ---- |
| Glüsingen 4 52° 43′ 48″ N, 10° 42′ 0″ O  | Garten                    | Rückwärtiger großer Garten der Hofanlage. | 33944961 | BW   |
| Glüsingen 4 52° 43′ 48″ N, 10° 42′ 3″ O  | Hofpflasterung            | Hofpflasterung in Feldsteinen, um 1850. | 33944940 | BW   |
| Glüsingen 4 52° 43′ 48″ N, 10° 42′ 3″ O  | Wohn-/ Wirtschaftsgebäude | Vierständer-Hallenhaus auf Werksteinsockel unter Halbwalmdach in Wellplattendeckung. Fachwerkgefüge mit Ziegelausfachung, auf Ostseite Längsdurchfahrt, Inschriften im Torsturz und Schwellriegel mit Datierung „1850“.                 | 33944845 | BW   |
| Glüsingen 4 52° 43′ 48″ N, 10° 42′ 2″ O  | Treppenspeicher           | Zweigeschossiger Fachwerkbau unter Satteldach. OG leicht vorkragend, Fachwerkgefüge mit Ziegelausfachung. Um 1850/1882 errichtet. | 33944869 | BW   |
| Glüsingen 4 52° 43′ 48″ N, 10° 42′ 4″ O  | Stall                     | Straßensichtiger Fachwerkbau unter Satteldach in Ankerbalkenkonstruktion. Ausfachung in Ziegelstein, am Ostgiebel Ladeluke und Uhlenloch unter gekreuzten Pferdeköpfen am First. Fachwerk von „1847“.                                   | 33944918 | BW   |
| Glüsingen 6 52° 43′ 50″ N, 10° 42′ 5″ O  | Wohnhaus                  | | 33944982 | BW   |
| Glüsingen 16 52° 43′ 49″ N, 10° 42′ 3″ O | Wohnhaus                  | Eingeschossiger Ziegelbau mit mittigen Zwerchhaus auf Putzsockel unter Satteldach in Ziegelpfannendeckung. Am Ortgang jeweils Freigespärre. Fassade mit Ziersteinsetzungen, teils mit glasierten Ziegeln, Haupteingang hinter Windfang. | 33945006 | BW   |

## Hagen
| Lage                                           | Bezeichnung     | Beschreibung | ID       | Bild |
| ---------------------------------------------- | --------------- | --- | -------- | ---- |
| 1 km SW von Hagen 52° 41′ 23″ N, 10° 43′ 35″ O | Stackmannsmühle | Wassermühle als Wohnhaus mit Mühlenanbau mit zugehörigen Mühlenteich und Graben. Zweigeschossiges Wohnhaus unter abgewinkeltem Satteldach mit EG in Ziegelbauweise, OG in Zierfachwerk, Freigespärre und Viertelwalm im Zwerchgiebel, 1908 errichtet. Mühlenanbau mit Rohziegelausfachung, darin erhaltener Mühlenantrieb mit Turbine der Firma Hach Nürnberg von 1894, Mühleneinrichtung von um 1908, voll funktionsfähig. | 33945030 | BW   |
| 1 km SW von Hagen 52° 41′ 22″ N, 10° 43′ 36″ O | Mühlenteich     | Teichanlage und Mühlengraben der Stackmannsmühle in Anbindung zur Knesebach. | 50762027 | BW   |

## Kakerbeck
| Lage                                      | Bezeichnung          | Beschreibung | ID       | Bild |
| ----------------------------------------- | -------------------- | ------------ | -------- | ---- |
| Kakerbeck 9a 52° 42′ 29″ N, 10° 44′ 47″ O | Landarbeiterwohnhaus |              | 33950236 | BW   |
| Kakerbeck 9 52° 42′ 29″ N, 10° 44′ 50″ O  | Scheune              |              | 33945086 | BW   |
| Kakerbeck 9 52° 42′ 28″ N, 10° 44′ 49″ O  | Wohnhaus             |              | 33945053 | BW   |
| Kakerbeck 9 52° 42′ 28″ N, 10° 44′ 50″ O  | Stall                |              | 33945112 | BW   |
| Kakerbeck 9 52° 42′ 28″ N, 10° 44′ 50″ O  | Hofpflasterung       |              | 33950434 | BW   |

## Knesebeck
| Lage                                             | Bezeichnung                    | Beschreibung | ID       | Bild |
| ------------------------------------------------ | ------------------------------ | --- | -------- | ---- |
| Am Piepenbrink 52° 40′ 56″ N, 10° 42′ 20″ O      | Kapelle                        | Kleiner Fachwerkbau mit quadratischen Grundriss, auf Feldsteinsockel unter Zeltdach in Ziegelpfannendeckung, bekrönt von Kreuz. Fachwerkgefüge mit Ziegelausfachung, durch große Andreaskreuze verstrebt wie auch über gotisierten Fenstern gestalterisch mit Ziegelziersetzung hervorgehoben. | 33945164 |      |
| Am Piepenbrink 52° 40′ 56″ N, 10° 42′ 20″ O      | Grabstein                      | Grabmäler aus Sandstein und Granit, als profilierte und historistisch ausgestaltete Postamente mit aufgestellten Kreuzen, schmiedeeiserne Einfriedung. | 33945236 |      |
| Am Piepenbrink 52° 40′ 58″ N, 10° 42′ 20″ O      | Baumbestand                    | Bestand an alten Eichen im westlichen Friedhofsbereich. | 33945260 |      |
| Bahnhofstraße 1 52° 40′ 42″ N, 10° 41′ 57″ O     | Wohnhaus                       | Eingeschossiger Ziegelbau auf hohem rustizierten Putzsockel unter Satteldach mit Holzkonsolen am Ortgang. Nördlicher Haupteingang durch wintergartenartigen Söller mit vorgelagerter Treppe. Putzdekor im spätklassizistischen Stile. | 33945283 | BW   |
| Burgstraße 3 52° 40′ 49″ N, 10° 42′ 19″ O        | Amtsgerichtsgebäude „Poorthus“ | Zweigeschossiger Fachwerkbau in Stockwerksbauweise auf Ziegelsockel unter Satteldach in Ziegelpfannendeckung. Symmetrischer Fachwerkabbund mit zweifeldigen Streben. Südlicher Haupteingang mit einem holzgeschnitzten Vordach, mit Kupfer gedeckt. Am Dachfirst hölzerner Glockenreiter unter Kupferdach. | 33945349 |      |
| Burgstraße 3 52° 40′ 50″ N, 10° 42′ 20″ O        | Speicher                       | Zweigeschossiger Fachwerkbau auf modernem Betonsockel unter Satteldach in Ziegelpfannendeckung. OG westlich auf Kopfbändern vorkragend, symmetrisches Fachwerkgefüge mit Ziegelausfachung, teils mit gebogenen Streben. Fassadenöffnungen mit hölzernen Lüftungsgittern. | 33945138 | BW   |
| Burgstraße 5 52° 40′ 49″ N, 10° 42′ 23″ O        | Amtshaus                       | Stattlicher zweigeschossiger Fachwerkbau mit vorkragendem OG über proflliertem Gebälk unter Satteldach in Ziegelpfannendeckung. Symmetrisches Fachwerkgefüge mit zweifeldigen Streben, nördliche Traufseite mit Eingang hinter Freitreppe. An südlicher Gartenseite fast gebäudebreite moderne Veranda, westliches Giebelfeld holzverschalt, an Ostgiebel schließt moderner Turmanbau an. | 33945376 |      |
| Burgstraße 7 52° 40′ 50″ N, 10° 42′ 21″ O        | Wohn-/ Wirtschaftsgebäude      | Vierständer–Hallenhaus auf Ziegelsockel unter Halbwalmdach in Ziegeldeckung. Symmetrischer Fachwerkabbund mit gekuppelten Ständern und Ziegelausfachung. Original erhaltene Flügel- und Bleifenster. Wohn- und Wirtschaftsteil originär erhalten. | 33945429 | BW   |
| Burgstraße 52° 40′ 49″ N, 10° 42′ 24″ O          | Burgruine                      | Ruinöser Mauerzug mit Mauerstärke von 1,6 m. Außenwände aus 9,5 cm dicken Backsteinen, der Kern mit Bruchsteinmauerwerk verfüllt. In der Mauer drei Fensteröffnungen mit rundbogigen Stürzen und zugemauertes Tor mit ebenfalls rundbogigen Sturz. | 33945403 |      |
| Burgstraße 52° 40′ 50″ N, 10° 42′ 23″ O          | Park                           | Parkgelände mit Speichergebäude und Mühlenteich am nordwestlichen Rand des einstigen Burgareals. | 33945307 | BW   |
| Gifhorner Straße 15 52° 40′ 35″ N, 10° 41′ 45″ O | Forsthaus                      | Queraufgeschlossener, eingeschossiger Fachwerkbau unter Halbwalmdach in Ziegelpfannendeckung. Fachwerkgefüge mit gekuppelten Ständern sowie gestrichener Ziegelausfachung. Originale Kreuzstockfenster mit Klappläden, originale Haustür mit Rautenprofil und Oberlicht. | 33945455 | BW   |
| Im Rietendorf 12 52° 40′ 36″ N, 10° 42′ 1″ O     | Mühle                          | ehem. Grützmühle | 33945478 | BW   |
| Kirchplatz 1 52° 40′ 44″ N, 10° 42′ 12″ O        | Hermann-Brandes-Haus           | Eingeschossiger Fachwerkbau auf Feldsteinsockel unter Halbwalmdach in Ziegelpfannendeckung. Fachwerkgefüge mit gekuppelten Ständern und gestrichener Ziegelausfachung, Toreinfahrt auf nördlicher Giebelseite erhalten. Gebäude 1972 zu Kindergarten umgebaut. | 33945526 | BW   |
| Kirchplatz 2 52° 40′ 43″ N, 10° 42′ 14″ O        | Wohnhaus                       | Eingeschossiger Fachwerkbau unter Halbwalmdach in Wellplattendeckung. Offenes Fachwerkgefüge mit verputzter Ausfachung. | 33945551 | BW   |
| Kirchplatz 4 52° 40′ 44″ N, 10° 42′ 16″ O        | St. Katharinen                 | Saalbau in Ziegelmauerwerk mit Westturm, auf Mauerwerksresten des mittelalterlichen Vorgängerbaus errichtet. Sockel in Zyklopenmauerwerk, Westturm mit Gurtbögen und Rundbogenfenstern gegliedert, oberer Turmteil mit Uhr und Schallarkaden mit Oberlicht, vom Knickhelm über Zahnfries abgeschlossen. Langhaus mit sprossengeteilten Rundbogenfenstern, seitlich von Eingangsportalen in turmartig ausgestalteten Anbauten eingelassen, von pfannengedeckten Kegeldächern mit Kupferspitze abgeschlossen. Gerader Chorabschluss mit Eingangsvorbau unter Walmdach, im Giebelfeld mit gekuppelten Rundbogenfenstern, flankiert von zwei schiffsbugartig vortretenden Seitenrisaliten, betont durch vierachsige, unterbrochene Fensterbahnen, von Ziegelziersetzung hervorgehoben. Bau von 1827(i) mit Westturm, im Osten 1927(i) erweitert. | 33945498 |      |
| Kirchstraße 1 52° 40′ 43″ N, 10° 42′ 17″ O       | Pfarrscheune                   | Eingeschossige Fachwerkscheune auf Ziegelsockel unter Halbwalmdach in Ziegelpfannendeckung. Zwei Quereinfahrten, Fachwerkgefüge mit verputzter Ausfachung, westliche Giebel mit Holzbohlen verbrettert. Zur evangelischen Gemeindebücherei umgenutzt, zeitgleich mit dem Pfarrhaus erbaut. | 33945616 | BW   |
| Kirchstraße 1 52° 40′ 43″ N, 10° 42′ 18″ O       | Pfarrhaus                      | Zweigeschossiger queraufgeschlossener Fachwerkbau auf Kellergeschoss in teils Ziegelsockel und teils Zyklopenmauerwerk, unter Halbwalmdach in Ziegelpfannendeckung. Siebenachsige Fassade mit achsenmittigen Eingängen hinter Freitreppe. Westliche Traufseite in Kunststoffbehang in Zierschnitt, südlicher Giebel mit Verbretterung. Nordgiebel und Ostfassade in sichtbaren Zweckfachwerk mit Ziegelausfachung, Gebälkzonen verbrettert, nördlicher Kellerabgang unter hölzerner Überdachung. | 33945592 | BW   |
| Kirchstraße 52° 40′ 45″ N, 10° 42′ 17″ O         | Kriegerdenkmal                 | Gefallenendenkmal für die aus dem Orte stammenden und im Ersten Weltkrieg gefallenen Soldaten, auf mit Freitreppe vorgelagerten erhöhten Erdaufschüttung. Hoher Sandsteinobelisk auf runder Werksteintreppe mit abgerundeten diagonalen Widerlagern im Postamentbereich, darüber Relief eines in Laubkranz niedergelegten Stahlhelmes, im Obeliskenschaft ein mit Trauerkranz gefasstes Eisernes Kreuz. Stirnseitig gemeißelte Inschrift, in den restlichen Postamentseiten eingelassene Metallplatten mit Namenslisten. | 33945666 | BW   |
| Kirchstraße 52° 40′ 46″ N, 10° 42′ 17″ O         | Kapelle                        | | 33945694 | BW   |
| Marktstraße 15 52° 40′ 42″ N, 10° 41′ 57″ O      | Wohnhaus                       | Eingeschossiges, längsaufgeschlossenes Fachwerkhaus auf Ziegelsockel unter Halbwalmdach in Betonpfannendeckung. Fassade mit Holzbohlen verbrettert. Holzgeschnitzte Eingangstür im Stile der Neorenaissance. | 33945717 | BW   |
| Marktstraße 15 52° 40′ 41″ N, 10° 41′ 57″ O      | Wirtschaftsgebäude             | Rückwärtige zweigeschossige Wirtschaftsflügel, im Grundriss annähernd in Hufeisenform, unter abgeknickten Satteldach in Ziegelpfannendeckung. Ziegelmauerwerk, OGs vorkragend in Fachwerk in Ziegelsichtausfachung. | 50871431 | BW   |
| Mühlenstraße 3 52° 40′ 51″ N, 10° 42′ 11″ O      | Wohnhaus                       | Eingeschossiger, freistehender Ziegelbau unter Walmdach in Betonpfannendeckung. Divergierende Formate der Fenster, teils mit Klappläden, auf Südseite ehemals offene Veranda. Im Inneren gut gestaltete Treppenanlage. | 33945738 | BW   |
| Wittinger Straße 1 52° 40′ 45″ N, 10° 42′ 8″ O   | Wohn-/ Wirtschaftsgebäude      | Vierständer-Hallenhaus auf Ziegelsockel unter Halbwalmdach in Ziegelpfannendeckung. Symmetrischer Fachwerkabbund in Ziegelausfachung, östliche Giebelseite mit erhaltener Toreinfahrt. Farbig gefasste Inschriften im Torbalken und Schwellriegel mit Datierung „1825“(i), nach Brand wiedererrichtet. Wirtschaftsteil zu Wohnzwecken umgenutzt. | 33945761 | BW   |
| Wittinger Straße 5 52° 40′ 46″ N, 10° 42′ 8″ O   | Wohn-/ Wirtschaftsgebäude      | | 33945785 | BW   |
| Wittinger Straße 11 52° 40′ 53″ N, 10° 42′ 5″ O  | Wohnhaus                       | Eingeschossiger Fachwerkbau auf Feldsteinsockel unter Halbwalmdach in Ziegelpfannendeckung und Niedersachsengiebel. Fachwerkgefüge mit Putzausfachung. Giebelseiten mit Holzbohlen verblendet. | 33945809 | BW   |

## Lüben
| Lage                                 | Bezeichnung               | Beschreibung | ID       | Bild |
| ------------------------------------ | ------------------------- | --- | -------- | ---- |
| Lüben 3 52° 46′ 19″ N, 10° 44′ 46″ O | Scheune                   | Stattlicher Fachwerkbau unter Satteldach in Ziegelpfannendeckung, Fachwerkgefüge mit Ziegelausfachung. Am Eingang des Rundlings in korrespondierender Lage zur Scheune des Hofes Nr. 8 gelegen, erbaut Ende des 19. Jh. | 33945877 | BW   |
| Lüben 2 52° 46′ 19″ N, 10° 44′ 50″ O | Stall/Speicher            | | 33945854 | BW   |
| Lüben 4 52° 46′ 16″ N, 10° 44′ 44″ O | Wohn-/ Wirtschaftsgebäude | | 33945900 | BW   |
| Lüben 4 52° 46′ 15″ N, 10° 44′ 44″ O | Speicher/Backhaus         | | 33945926 | BW   |
| Lüben 5 52° 46′ 18″ N, 10° 44′ 42″ O | Wohnhaus                  | | 33945952 | BW   |
| Lüben 6 52° 46′ 18″ N, 10° 44′ 42″ O | Wohnhaus                  | Traufständiges Wohnhaus einer Hofanlage als zweigeschossiger Ziegelbau mit filigranen Putzdekor unter Satteldach, mit glasierten Ziegeln gedeckt. Straßenseitige Betonung durch Mittelrisalit als Altanvorbau, Putzeinfassungen mit Rustikaformen, Jugendstilornamenten und Fensterüberdachungen der Neorenaissance. | 33945976 | BW   |
| Lüben 8 52° 46′ 22″ N, 10° 44′ 42″ O | Wohnhaus                  | Eingeschossiges Wohnhaus mit Erdgeschoss in Ziegelmauerwerk, über Sichtgebälk vorkragendes Dachgeschoss in Zierfachwerk auf Drempel mit Zwerchhaus unter Viertelwalmdach in Ziegelpfannendeckung. Straßenseitige Betonung der Mittelachse mit einem schmuckvollen Altanvorbau, der sich bis zu dem stattlichen Freigespärre des Giebeldreiecks durchzieht, vom Niedersachsengiebel abgeschlossen und von Dachhäuschen flankiert. | 33946001 | BW   |
| Lüben 8 52° 46′ 21″ N, 10° 44′ 43″ O | Scheune                   | | 33946025 | BW   |

## Ohrdorf
| Lage                                        | Bezeichnung    | Beschreibung | ID       | Bild           |
| ------------------------------------------- | -------------- | --- | -------- | -------------- |
| Hauptstraße 11 52° 41′ 52″ N, 10° 48′ 31″ O | St. Laurentius | In erhöhter Lage in Ortsmitte gelegener rechteckiger Saalbau in Feldsteinmauerwerk mit Westturm und eingezogenem rechteckigem Chor. Saalbau unter Satteldach in Ziegelpfannendeckung mit südlichen Eingangsvorbau in Ziegelmauerwerk sowie nördlich eingelassenen Grabepitaphien und Sakristei–Fachwerkanbau. Westturm mit Strebepfeilern in Ziegelmauerwerk sowie Turmuhr unter polygonalem Knickhelm in Kupferdeckung. Fenster mit Rund- und Segmentbögen. Im Chor hölzerne Kassettendecke mit gemalten biblischen Szenen datiert auf 1711, Emporen mit gewundenen Säulen, an den Brüstungen gemalte Propheten. Reiche Ausmalung, u.a. mit gotischen Wandmalereien des vierten Viertels des 14. Jh. Ebenso vielschichtige Ausstattung, mit spätgotischen Flügelaltar, Triumphkreuz und Statuette der Madonna von um 1500, sowie Kanzel mit bäuerlichen Formen von um 1700. | 33946049 | Weitere Bilder |
| Hauptstraße 11 52° 41′ 52″ N, 10° 48′ 31″ O | Kirchhof       | Grünfläche mit Bestand an alten Eichen, Gefallenendenkmal sowie niedriger Einfriedungsmauer. | 33946078 | BW             |
| Hauptstraße 11 52° 41′ 52″ N, 10° 48′ 31″ O | Kriegerdenkmal | Kenotaph auf Treppensockel mit südseitig eingelassenem Eisernem Kreuz und vorgelagerten Inschriftentafeln, nordseitig mit Halbrelief mit Bildnis Jesu, sowie auf West- und Ostseite mit Gedenkschrift an die Gefallenen des Ersten und Zweiten Weltkrieges. Oberer profilierter Abschluss mit krönendem gusseisernem Kreuz. | 33946141 | BW             |
| Windmühle 1 52° 42′ 3″ N, 10° 48′ 5″ O      | Windmühle      | Dreigeschossiger Erdholländer (Grundsegler) mit verputzten massiven konischen Rumpf sowie erhaltener Kappe und Flügeln, 1869 erbaut. | 33946162 | BW             |

## Rade
| Lage                                                          | Bezeichnung       | Beschreibung | ID       | Bild |
| ------------------------------------------------------------- | ----------------- | --- | -------- | ---- |
| Rade 4 52° 43′ 59″ N, 10° 46′ 48″ O                           | Stall/Scheune     | | 33946210 | BW   |
| Rade 4 52° 44′ 0″ N, 10° 46′ 48″ O                            | Wohnhaus          | Villenartiges zweigeschossiges Wohnhaus als Ziegelbau mit einem Obergeschoss in Zierfachwerk, unter alternierenden Dachformen in Ziegelpfannendeckung. Hoher verputzter Souterrainsockel, Fensterformen im Erdgeschoss in überstabten Segmentbögen, Eingang über seitlichen Windfang mit vorgelagerter Treppe, risalitartige Gebäudevorkragungen, südöstliche Gebäudeecke polygonal turmartig ausgebaut unter Pyramidenhelm mit Spitze. 1914 errichtet. | 33946186 | BW   |
| Rade 4 52° 44′ 0″ N, 10° 46′ 46″ O                            | Hofpflasterung    | Bauzeitliche Hofpflasterung. | 33946234 | BW   |
| Rade 5 52° 44′ 1″ N, 10° 46′ 49″ O                            | Stall             | Zweigeschossiger westlicher Stallflügel als Ziegelbau, unter Satteldach in teils Betondachstein-, teils Wellplattendeckung. Fassade durch Ziersetzungen gegliedert, Öffnungen unter Segmentbogenstürzen, Obergeschoss in Fachwerk. | 33946279 | BW   |
| Rade 5 52° 44′ 2″ N, 10° 46′ 49″ O                            | Scheune           | | 33946303 | BW   |
| Rade 5 52° 44′ 1″ N, 10° 46′ 50″ O                            | Wohnhaus          | Traufständiges, hinter Vorgarten zurückgesetztes Wohnhaus als Ziegelbau mit Putzdekor unter Walmdach in Betonpfannendeckung mit Niedersachsengiebeln. Fenster in Segmentbogenform mit profilierter Putzeinfassung, Ziersetzungen im Gurt- und Giebelbereich. Mittelachse des Gebäudes durch Windfang und darüber liegendem Balkon, beides durch Säulenpaare betont, sowie Freigespärre im Zwerchgiebel hervorgehoben.                                   | 33946255 | BW   |
| Rade 6 52° 44′ 2″ N, 10° 46′ 53″ O                            | Wohnhaus          | Queraufgeschlossener Ziegelbau auf Putzsockel unter Satteldach in Ziegelpfannendeckung. Mittelrisalit mit Eingang hinter Windfang, oben mit Zwerchgiebel mit Freigespärre abgeschlossen. Fenster in überstabter Schulterbogenform. Gurtgesims mit Ziersteinsetzungen, im Mittelrisalit Inschrift mit darüber eingelassenen Inschriftentafel. Südlich Anbau mit Tordurchfahrt in Korbbogenform. Giebelseiten mit Konsolfriesen und Freigespärre geziert. | 33946346 | BW   |
| Rade 6 52° 44′ 2″ N, 10° 46′ 53″ O                            | Stall             | Nördlicher Ziegelbau unter Satteldach in Ziegelpfannendeckung. Ziersetzungen in Form vom Deutschen Band, zum Giebelfirst Kranbalken mit Ladeluke. OG in Fachwerk. Gebäude durch Garageneinbauten überformt. | 33946397 | BW   |
| Rade 6 52° 44′ 3″ N, 10° 46′ 56″ O                            | Scheune           | Scheune in Ziegelbauweise unter Satteldach in Ziegelpfannendeckung, rückwärtig mit Abseite. Östlicher Abschluss der Hofanlage. | 33946421 | BW   |
| Rade 6 52° 44′ 2″ N, 10° 46′ 55″ O                            | Stall             | Südöstlicher Stallflügel der Hofanlage als Ziegelbau mit Obergeschoss im Fachwerk unter Satteldach in Betonpfannendeckung. | 33946373 | BW   |
| Rade 6 52° 44′ 2″ N, 10° 46′ 54″ O                            | Hofpflasterung    | Bauzeitliche Pflasterung der Hofanlage. | 33946445 | BW   |
| Rade 7 52° 44′ 1″ N, 10° 46′ 54″ O                            | Wohnhaus          | Platzseitiger zweigeschossiger Ziegelbau unter Halbwalmdach in Ziegelpfannendeckung. Gliederung durch Ziegelziersetzungen, außermittiger Eingangsrisalit unter Satteldach mit Freigespärre. Im Inneren zum Teil alte Innentüren und Fußbodenfliesen im Flur. | 33946466 | BW   |
| Rade 7 52° 44′ 1″ N, 10° 46′ 55″ O                            | Feldsteinpflaster | Feldsteinpflaster im Hof. | 33950459 | BW   |
| Rade 8 52° 44′ 0″ N, 10° 46′ 54″ O                            | Wohnhaus          | Zum Dorfplatz queraufgeschlossenes Wohnhaus hinter Vorgarten in Ziegelbauweise auf Sandsteinsockel unter Satteldach in Betonpfannendeckung. Fassade in Ziegelziersetzungen gestaltet, über dem Eingang ein Zwerchhaus, in den Brüstungsfeldern Sandsteinplatten mit Inschriften. | 33946496 | BW   |
| Rade 9 52° 43′ 59″ N, 10° 46′ 52″ O                           | Wohnhaus          | Queraufgeschlossenes, zum Dorfrundling Haus in Ziegelbauweise unter Halbwalmdach in Ziegelpfannendeckung. Schauseite mit Ziegelziersetzungen, Eingangsrisalit mit Windfang hinter vorgelagerter Treppe sowie Loggia im OG, mit Freigespärre im Zwerchgiebel abgeschlossen. Östlich eine Tordurchfahrt zum Innenhof. | 33946517 | BW   |
| Rade 9 52° 43′ 58″ N, 10° 46′ 53″ O                           | Stall             | Stall als westlicher Flügel des Vierseithofes. Zweigeschossiger Ziegelbau unter Satteldach in Wellplattendeckung, Fassade mit Konsolenfries im Gurtgesims. Öffnungen zum Großteil in Segmentbogenform. | 33946541 | BW   |
| Rade 9 52° 43′ 57″ N, 10° 46′ 54″ O                           | Scheune           | Scheunenflügel in Fachwerkbauweise mit Ziegelausfachung unter Satteldach in Ziegelpfannendeckung. Südlicher Abschluss der Hofanlage. | 33946589 | BW   |
| Rade 9 52° 43′ 58″ N, 10° 46′ 53″ O                           | Stall             | Stallflügel in Ziegelbauweise unter Satteldach. Östlicher Flügel des Vierseithofes. | 33946565 | BW   |
| Rade 10 52° 43′ 59″ N, 10° 46′ 50″ O                          | Stall             | Westlicher Stallflügel der Hofanlage als zweigeschossiger Ziegelbau, Obergeschoss in Fachwerk, unter Satteldach in Ziegelpfannendeckung. Zu Wohnzwecken ausgebaut. | 33946682 | BW   |
| Rade 10 52° 43′ 58″ N, 10° 46′ 51″ O                          | Stall             | Stallgebäude als zweigeschossiger Ziegelbau mit einem Obergeschoss in Fachwerk unter Satteldach in Ziegelpfannendeckung. Zu Wohnzwecken ausgebaut. | 33946658 | BW   |
| Rade 10 52° 43′ 59″ N, 10° 46′ 51″ O                          | Wohnhaus          | Queraufgeschlossenes, platzseitiges Wohnhaus in Fachwerk auf Feldsteinsockel unter Halbwalmdach in Betonpfannendeckung. Ursprünglicher Bau vermutlich aus der ersten Hälfte des 19. Jh., der Rest wurde um 1900 massiv in zeittypischer Gestaltung erneuert. | 33946634 | BW   |
| L 282, km 51,444 südlich von Rade 52° 44′ 2″ N, 10° 46′ 54″ O | Kreuzstein        | Scheibenkreuzstein | 33946727 | BW   |

## Radenbeck
| Lage                                                     | Bezeichnung               | Beschreibung | ID       | Bild |
| -------------------------------------------------------- | ------------------------- | --- | -------- | ---- |
| Dorfstraße 2 52° 38′ 49″ N, 10° 51′ 48″ O                | Wohn-/ Wirtschaftsgebäude | Nördlicher Flügel einer geschlossenen vierseitigen Hofanlage. Achsensymmetrisch ausgerichtet mittiges, queraufgeschlossenes und zweigeschossiges Fachwerkhaus unter Satteldach in glasierter Ziegelpfannendeckung. Mittiger Eingangsrisalit in Zierfachwerk mit Balkon im OG, vom Zwerchgiebel abgeschlossen. Fachwerkgefüge mit gekuppelten Ständern mit großen Andreaskreuzen als Eckversteifungen, profilierte hölzerne Fenstereinfassungen mit historisierender Zierde, im EG überdacht. Das Haupthaus flankieren giebelseitig tiefere Wirtschaftsflügel, ebenfalls in Fachwerk, mit zum Wohnhaus orientierten Quereinfahrten sowie hölzernen Fenstereinfassungen.                                           | 33947422 | BW   |
| Dorfstraße 10 52° 38′ 49″ N, 10° 51′ 53″ O               | Gaststätte                | Queraufgeschlossener, zweigeschossiger Ziegelbau auf Sandsteinsockel unter Viertelwalmdach in Dachschindeldeckung. Straßenseitige, neunachsige Fassade achsensymmetrisch risalitartig hervorgehoben, Eingang hinter vorgelagerter Treppe, von Zwerchgiebel mit Treppenfries und eingelassener Uhr bekrönt. Fenster überstabt und von Segmentbögen überspannt, Friese im Gurt und Traufbereich durch dunklere Ziersteinsetzungen als neogotisches Blendwerk. Giebelfelder der Giebelseiten mit höhenalternierenden Fenstern und abschließenden Kleeblatt. Gebäude weitgehend original erhalten. | 33947572 | BW   |
| Dorfstraße 12 52° 38′ 49″ N, 10° 51′ 54″ O               | Kriegerdenkmal            | Gestaltetes Sandsteinmonument für die Gefallenen des Ersten Weltkrieges, mit bekrönender vollplastischer Engel–Soldat–Gruppe sowie Reliefs im Sockelbereich. Östlich später hinzugefügte Natursteinplatten für die Gefallenen des Zweiten Weltkrieges, mit Andachtsversen sowie Namenlisten in den Inschriften. | 33946817 | BW   |
| Dorfstraße 52° 38′ 49″ N, 10° 51′ 58″ O                  | St.-Jakobus-Kirche        | Dreijochiger Saalbau in Ziegelmauerwerk mit Westturm und eingezogenem geraden Chorschluss. Langhaus unter Satteldach in Ziegelpfannendeckung, zum Chor mit gestaltetem Ortgang, Chorschluss mit Maßwerksrose sowie Blendmaßwerk, zu den Abseiten Spitzbogenfenster, Längsseiten mit gekuppelten Spitzbogenfenstern, Strebepfeilern sowie Traufe mit Tropfenfries. Westturm zu den Abseiten ebenfalls mit Blendmaßwerk, gestaltetes Hauptportal flankiert von Spitzbogenfenstern und Rundfenstern, bekrönt von mittig im Turmkorpus platziertem Kreuzrelief. Turmgeschoss mit Blendmaßwerk und Schallarkaden, vom kupfernen Walmdach mit Laterne -darin gefasste Turmuhr- sowie polygonaler Spitzhaube überdacht. | 33946768 |      |
| Dorfstraße 20 52° 38′ 48″ N, 10° 51′ 59″ O               | Wohnhaus                  | | 33947521 | BW   |
| Dorfstraße 26 52° 38′ 48″ N, 10° 52′ 1″ O                | Wohnhaus                  | | 33947447 | BW   |
| Dorfstraße 7 52° 38′ 50″ N, 10° 51′ 53″ O                | Wohnhaus                  | | 33946839 | BW   |
| Dorfstraße 7 52° 38′ 51″ N, 10° 51′ 53″ O                | Stall                     | | 33946869 | BW   |
| Dorfstraße 7 52° 38′ 52″ N, 10° 51′ 53″ O                | Scheune                   | | 33946917 | BW   |
| Dorfstraße 7 52° 38′ 51″ N, 10° 51′ 54″ O                | Stall                     | | 33946893 | BW   |
| Dorfstraße 9 52° 38′ 50″ N, 10° 51′ 55″ O                | Wohn-/ Wirtschaftsgebäude | Zweigeschossiger Ziegelbau auf Sandsteinsockel unter Walmdach mit engobierten Dachziegeln. Leicht vorkragende Seitenrisalite mit polygonalen Erkern sowie Eckquaderung aus rotem Sandstein im Lang–Kurz–Verband, Haupteingang hinter großzügiger Freitreppe mit monumentalen Portal mit Blattornamenten und goldenen Inschriften, darüber überhöhter polygonaler Erker, mit Inschrift und Kupferhaube. Fassade zusätzlich durch Sohlbankgesimse sowie Ziegelziersetzungen in Bogenform strukturiert. Am Ostgiebel mit monumentaler Tordurchfahrt mit Wirtschaftsanbau verbunden, dort vorkragende Fachwerkelemente im Obergeschoss.                                                                              | 33946939 | BW   |
| Dorfstraße 9 52° 38′ 51″ N, 10° 51′ 56″ O                | Stall                     | Östlicher Ziegelbau mit OGin Fachwerk unter Satteldach mit hofseitigem Remisendach. | 33946964 | BW   |
| Dorfstraße 11 52° 38′ 50″ N, 10° 51′ 57″ O               | Wohnhaus                  | | 33946988 | BW   |
| Dorfstraße 13 52° 38′ 50″ N, 10° 52′ 0″ O                | Wohnhaus                  | | 33947085 | BW   |
| Dorfstraße 15 52° 38′ 50″ N, 10° 52′ 1″ O                | Wohn-/ Wirtschaftsgebäude | | 33947177 | BW   |
| Dorfstraße 17 52° 38′ 50″ N, 10° 52′ 2″ O                | Wohnhaus                  | Zweigeschossiger, neunachsiger Ziegelbau unter Satteldach in Pfannendeckung. Überstabte Fassadenöffnungen unter Segmentbogenstürzen, straßenseitig ebenfalls Gurtfries in Ziegelziersetzung. Eingang mit originaler Haustür. Im Inneren zum Teil alte Zimmertüren und Fußbodenfliesen in Küche. Westlich schließt Wirtschaftsanbau in Ziegelmauerwerk mit Tordurchfahrt zum Hofraum an. Vor dem Gebäude zugehöriger Baumbestand an Linden. | 33947203 | BW   |
| Dorfstraße 19 52° 38′ 50″ N, 10° 52′ 4″ O                | Wohnhaus                  | Zweigeschossiger Fachwerkbau in Stockwerkszimmerung unter Satteldach in Pfannendeckung. Symmetrisches Fachwerkgefüge mit Ziegelausfachung und Seitenverstrebungen mit großen Andreaskreuzen, achsenmittig Eingangsrisalit in Zierfachwerk mit Eingangsveranda und Balkon im OG, vom Zwerchgiebel abgeschlossen. Bauzeitliche Grundrissstruktur erhalten, mit Upkammer über Keller. Im Inneren Treppe, Fußbodenfliesen im Flur und zum Teil originale Zimmertüren erhalten. Haus steht hinter alten Linden von der Straße zurückgesetzt. | 33947299 | BW   |
| Dorfstraße 19 52° 38′ 50″ N, 10° 52′ 5″ O                | Pferdestall               | Eingeschossiger Fachwerkbau mit Ziegelausfachung auf Sandsteinsockel unter Satteldach mit Durchfahrt zum Hofraum. Errichtet um 1900. | 33947328 | BW   |
| Dorfstraße 19 52° 38′ 50″ N, 10° 52′ 4″ O                | Stall                     | Eingeschossiger Ziegelbau unter Satteldach in Ziegelpfannendeckung und teils Wellplattendeckung, nordöstlich Quereinfahrt. Westlicher Wirtschaftsflügel der vierseitigen Hofanlage. | 33947375 | BW   |
| Dorfstraße 19 52° 38′ 50″ N, 10° 52′ 5″ O                | Schweinestall             | Zweigeschossiger Wirtschaftsflügel unter Satteldach in Ziegelpfannendeckung. EG aus Ziegelmauerwerk, vorkragendeS OG aus Fachwerk mit Ziegelausmauerung. Erbaut um 1900. | 33947352 | BW   |
| Niedersachsenring 1 52° 38′ 51″ N, 10° 52′ 6″ O          | Wohnhaus                  | | 33947398 | BW   |
| Niedersachsenring 3 52° 38′ 49″ N, 10° 52′ 8″ O          | Wohnhaus                  | | 33947618 | BW   |
| Niedersachsenring 7 52° 38′ 48″ N, 10° 52′ 11″ O         | Wohn-/ Wirtschaftsgebäude | Vierständer–Hallenhaus unter Halbwalmdach in Ziegelpfannendeckung. Symmetrischer Fachwerkabbund mit westlicher Längseinfahrt, im Wirtschaftsteil Stall- und Scheunenräume. Östlicher Wohnteil überhöht und in Stockwerkbauweise. Ostgiebel mit Wellplattenverblendung. | 33947715 | BW   |
| Niedersachsenring 13 52° 38′ 45″ N, 10° 52′ 13″ O        | Wohn-/ Wirtschaftsgebäude | Eingeschossiger Fachwerkbau unter Halbwalmdach in Ziegelpfannendeckung. Südliche Eingangstür mit Art-Déco-Verzierungen. Fachwerkgefüge südlich mit verputzen Gefachen, hofseitig in sichtbarer Ziegelausfachung, in Holz gefasste Kreuzstockfenster. westliche Giebelseite holzverschalt. Haupthaus eines Vierseithofes. Im Gartenbereich alter Nussbaum. | 33947741 | BW   |
| Wilhelmstr. / Benitzer Str. 52° 38′ 43″ N, 10° 51′ 40″ O | Wegweiser                 | | 33947764 | BW   |

## Schneflingen
| Lage                                         | Bezeichnung | Beschreibung | ID       | Bild |
| -------------------------------------------- | ----------- | --- | -------- | ---- |
| Schneflingen 10 52° 39′ 17″ N, 10° 48′ 16″ O | Wohnhaus    | Zweigeschossiges Haus in Massivbauweise unter Halbwalmdach in Biberschwanzschindeldeckung. EG und Terrasse in Hartbrandklinker, OG verputzt. EG und Fenstereinfassungen durch Ziersteinsetzungen hervorgehoben. Südlicher Querflügel unter Satteldach, zur Straße und zum Hof hin vorspringend, Haupteingang durch außermittigen Windfang. Queraufgeschlossener achsensymmetrischer Hauptflügel mit zurückspringender Fassade hinter Terrasse, darüber markante Fledermausgaube mit Fächermuster in den Eckzwickeln. | 33947786 | BW   |

## Stöcken
| Lage                                           | Bezeichnung | Beschreibung | ID       | Bild |
| ---------------------------------------------- | ----------- | --- | -------- | ---- |
| Hinter der Ise 15 52° 45′ 41″ N, 10° 42′ 31″ O | Wassermühle | An der Ise als Teil einer Hofanlage gelegener ursprünglich eingeschossiger, jetzt zweigeschossiger Fachwerkbau, zur Bachseite auf hohem Feldsteinsockel, Obergeschoss und Dachgeschoss holzverschalt, Gebäudeflügel unter Satteldächern in Krempziegeldeckung. Aufstockung wohl um 1910, nach 1945 weitere Veränderungen durch Ausbau des Dachgeschosses und Anbau eines neuen Eingangsbereiches zur Rückseite in Klinker. Ursprüngliche Ziegelausfachung des Hauptgebäudes heute verputzt. Innere Strukturen (Wohnteil/Mühlenteil) und Ausstattungsteile (Treppe, Türen, Fenster) aus der ersten Umbauphase weitgehend erhalten. Mühlentechnische Ausstattung in Teilen vorhanden. Ursprünglicher Wasserlauf um 10 Meter nach Süden verlegt. | 33947830 |      |
| Stöcken 6 52° 45′ 30″ N, 10° 42′ 12″ O         | Wohnhaus    | Eingeschossiges Fachwerk-Wohnhaus mit Zwerchgiebel unter Satteldach in Ziegelpfannendeckung. Qualitätvolles Zierfachwerk mit gebogenen Streben, Rauten sowie Reliefplatten in den Brüstungsgefachen. Nördliches Giebelfeld mit Freigespärre, südliches verschalt mit reduziertem Fachwerk. „1912“ (i) erbaut. | 33947854 | BW   |

## Suderwittingen
| Lage                                           | Bezeichnung               | Beschreibung | ID       | Bild |
| ---------------------------------------------- | ------------------------- | --- | -------- | ---- |
| Suderwittingen 2 52° 42′ 36″ N, 10° 46′ 0″ O   | Stall                     | Westlicher Stallflügel als Ziegelbau unter Satteldach in Ziegelpfannendeckung. Südliche Giebelseite holzverschalt. | 33947935 | BW   |
| Suderwittingen 2 52° 42′ 36″ N, 10° 46′ 1″ O   | Scheune                   | | 33947980 | BW   |
| Suderwittingen 2 52° 42′ 35″ N, 10° 46′ 3″ O   | Stall                     | Östlicher Stallflügel als Ziegelbau unter Satteldach, Fassade mit schlichten Ziersteinsetzungen und Zierankern gestaltet. | 33947958 | BW   |
| Suderwittingen 2 52° 42′ 34″ N, 10° 46′ 2″ O   | Wohn-/ Wirtschaftsgebäude | Queraufgeschlossenes zweigeschossiges Wohnhaus als Ziegelbau auf rustiziertem Putzsockel unter Halbwalmdach mit Kunstschieferdeckung. Über dem Eingang ein Mittelrisalit mit Lanzetten-Fenstern und einem Freigespärre und Maßwerksrose im Zwerchgiebel, überstabte Segmentbogenfenster, Ziersteinsetzungen gliedern die Fassade. Westseitig stilgleicher Anbau mit Tordurchfahrt.                                               | 33947905 | BW   |
| Suderwittingen 5 52° 42′ 34″ N, 10° 46′ 8″ O   | Wohnhaus                  | Eingeschossiger Ziegelbau mit leicht vorkragendem Drempelgeschoss aus Fachwerk, zur Straße mit zweigeschossigem Risalit, Obergeschoss und Giebeltrapez ebenfalls in Fachwerk. Abgeknicktes Walmdach in Ziegelpfannendeckung, zum Westen hin mit Niedersachsengiebel. Hölzerner Eingangsvorbau. Innentüren, Treppe, Wandfliesen und Fußbodenfliesen aus der Bauzeit. Wohnhaus einer Hofanlage                                     | 33948004 | BW   |
| Suderwittingen 5 52° 42′ 36″ N, 10° 46′ 9″ O   | Scheune                   | Zweigeschossiger Fachwerkbau unter Halbwalmdach. EG in Ziegelmauerwerk, OG in Fachwerk. Giebelwand nach Westen im OG mit neuerer Verbretterung. | 33950065 | BW   |
| Suderwittingen 8 52° 42′ 32″ N, 10° 46′ 13″ O  | Scheune                   | Querdurchfahrtsscheune in Fachwerk mit Ziegelausfachung, unter Halbwalmdach in Ziegelpfannendeckung. Giebelseite holzverschalt, nördlich Anbauten. Zahlreiche Wirtschaftstore, Inschrift im Torsturz erhalten mit der Datierung „1839“. | 33948104 | BW   |
| Suderwittingen 12 52° 42′ 33″ N, 10° 46′ 10″ O | Wohnhaus                  | Queraufgeschlossener Ziegelbau auf Putzsockel, mit leicht vorkragendem Obergeschoss in Zierfachwerk, unter Halbwalmdach in Betonpfannendeckung. Eingangsmitte durch Portico sowie Mittelrisalit mit Zwerchgiebel hervorgehoben, Gebäudeseiten ebenfalls durch Zwerchgiebel mit Zierspitzen gestaltet. Im Gebälk profilierte Balkenköpfe.                                                                                         | 33948127 |      |
| Suderwittingen 12 52° 42′ 32″ N, 10° 46′ 8″ O  | Stallscheune              | Westlicher Wirtschaftsflügel als Ziegelbau unter Satteldach in Wellplattendeckung. OG in Fachwerk, erbaut 1922. | 33948156 | BW   |
| Suderwittingen 12 52° 42′ 32″ N, 10° 46′ 10″ O | Stallscheune              | Zweigeschossige Stallscheune in Ziegelmauerwerk unter Satteldach in Betonpfannendeckung, umgenutzt als Dentallabor, erbaut 1922. | 33949963 | BW   |
| Suderwittingen 12 52° 42′ 31″ N, 10° 46′ 8″ O  | Scheune                   | Im Kern Wohn-/ Wirtschaftsgebäude von 1872. Fachwerkbau, teils massiv ersetzt, unter Satteldach in Krempziegeldeckung. | 33948181 | BW   |
| Suderwittingen 12 52° 42′ 31″ N, 10° 46′ 9″ O  | Erweiterungsbau           | Eingeschossiger Ziegelbau unter Satteldach in Ziegelpfannendeckung. | 33950530 | BW   |
| Suderwittingen 13 52° 42′ 33″ N, 10° 46′ 8″ O  | Wohnhaus                  | Traufständiger, eingeschossiger Ziegelbau unter Halbwalmdach in Betonpfannendeckung. Überstabte Segmentbogenfenster und Ziegelziersetzungen am Giebel, die Eingangsmitte ist durch einen Mittelrisalit mit Portico mit dahinterliegenden glasverzierten Haustür, sowie einem Zwerchhaus in Zierfachwerk mit Relieftafeln in den Brüstungsfeldern hervorgehoben. Die Seiten des Zwerchgiebels sind mit Schieferimitat verkleidet. | 33948080 |      |
| Suderwittingen 13 52° 42′ 33″ N, 10° 46′ 6″ O  | Scheune                   | Fachwerkscheune mit Quereinfahrt, auf Ziegelsockel und unter Satteldach in Betonpfannendeckung. Fachwerkgefüge mit Ziegelausfachung, im Torsturz erhaltene Inschrift. Holzverschalter Ostgiebel mit modern angebautem Verbindungsgang zum Wohnhaus, Westgiebel massiv ersetzt. | 33948228 | BW   |
| Suderwittingen 14 52° 42′ 31″ N, 10° 46′ 4″ O  | Wohn-/ Wirtschaftsgebäude | Vierständer–Hallenhaus unter Halbwalmdach in Wellplattendeckung. Fachwerkgefüge mit Ziegelausfachung, nördliche Giebelseite mit Tordurchfahrt. Im Torsturz und Schwellbalken erhaltene Inschriften mit Datierung „1873“. | 33948252 | BW   |
| Suderwittingen 19 52° 42′ 33″ N, 10° 46′ 9″ O  | Dreikönigskapelle         | Kleiner, rechteckiger Saalbau in schlichtem Ziegelmauerwerk und Satteldach mit westlichen Glockenturm, vermutlich Fachwerk mit waagerechter Holzschalung. 1864 errichtet. | 33947879 |      |

## Teschendorf
| Lage                                       | Bezeichnung               | Beschreibung | ID       | Bild |
| ------------------------------------------ | ------------------------- | --- | -------- | ---- |
| Teschendorf 16 52° 40′ 0″ N, 10° 48′ 0″ O  | Wohn-/ Wirtschaftsgebäude | Eingeschossiger Vierständer–Fachwerkbau unter Halbwalmdach in Ziegelpfannendeckung. Tordurchfahrt durch modernen Haupteingang ersetzt, originale Schwellinschrift in Teilen erhalten. Ladeluke darüber ebenfalls modernisiert, auch Fenstereinbauten. Symmetrisches Fachwerkgefüge mit Ziegelausfachung, westliche Giebelseite holzverschalt. | 33948346 | BW   |
| Teschendorf 16 52° 40′ 0″ N, 10° 47′ 59″ O | Stall                     | | 33948370 | BW   |
| Teschendorf 16 52° 39′ 59″ N, 10° 48′ 0″ O | Scheune                   | Fachwerkscheune unter Satteldach in Wellplattendeckung. Fachwerkgefüge mit Ziegelausfachung, westliche Tordurchfahrt, darüber Wellplattenbehang im Giebelfeld. Südliche Gebäudeseite komplett in Wellblech verschalt. Hofseitig im EG teilmassiv, mit vorkragendem OG in Fachwerk.                                                            | 33948394 | BW   |
| Teschendorf 14 52° 39′ 59″ N, 10° 48′ 2″ O | Wohnhaus                  | Eingeschossiges Fachwerkhaus unter Satteldach in Ziegelpfannendeckung. Fachwerkgefüge in Ziegelausfachung mit stehenden Gefachen, schmückendes Andreaskreuz im Giebelfeld. | 33948298 | BW   |

## Wollerstorf
| Lage                                      | Bezeichnung | Beschreibung | ID       | Bild |
| ----------------------------------------- | ----------- | ------------ | -------- | ---- |
| Wollerstorf 6 52° 45′ 8″ N, 10° 40′ 41″ O | Stall       |              | 33949530 | BW   |
| Wollerstorf 4 52° 45′ 5″ N, 10° 40′ 37″ O | Stall       |              | 33949507 | BW   |

## Wunderbüttel
| Lage                                       | Bezeichnung | Beschreibung | ID       | Bild |
| ------------------------------------------ | ----------- | --- | -------- | ---- |
| Wunderbüttel 6 52° 41′ 54″ N, 10° 40′ 1″ O | Wohnhaus    | Zweigeschossiger Ziegelbau auf hohen Kellersockel mit Zierfachwerk im Zwerchhaus und den Giebelseiten, unter abgewalmten Satteldach mit Biberschwanzschindeln. Außermittiger Eingangsrisalit mit Windfang hinter vorgelagerter Freitreppe. Geschosstrennender Keramik-Fries mit floralen Ornament, Fenster in überstabter Einfassung mit Segmentbogenstürzen, Fensterbänke mit glasierten Ziegeln bestückt. Fachwerk über Balkenköpfen vorkragend, Ortgänge von Konsolen gestützt. Westlich baulich verbundene Hofdurchfahrt. | 33949577 | BW   |
| Wunderbüttel 7 52° 41′ 54″ N, 10° 40′ 5″ O | Wohnhaus    | Eingeschossiger Fachwerkbau mit leicht außermittigem Zwerchhaus, unter Halbwalmdach in Ziegelpfannendeckung. Fachwerkgefüge mit gekuppelten Ständern und Ziegelausfachung, Haupteingang achsensymmetrisch zum darüber liegenden Zwerchhaus. Im Schwellriegel und Oberlicht des Haupteingangs Inschriften, letztere mit der Datierung „1885“(i). Vor dem Haus Linden. | 33949553 | BW   |

## Zasenbeck
| Lage                                                         | Bezeichnung               | Beschreibung | ID       | Bild           |
| ------------------------------------------------------------ | ------------------------- | --- | -------- | -------------- |
| Unter den Eichen 52° 40′ 24″ N, 10° 50′ 59″ O                | Baumbestand               | Dorfanger mit Eichenbestand als ortsbildprägende Grünanlage. | 33949601 | BW             |
| Unter den Eichen 20 52° 40′ 23″ N, 10° 50′ 59″ O             | Wohnhaus                  | Zweigeschossiger, queraufgeschlossener Ziegelbau unter Satteldach in Pfannendeckung. Achsenmittiger Risalit hinter vorgelagerter Freitreppe mit eingezogener Eingangstür, darüber Balkon unter Zwerchgiebel. Reiche Fassadenzierde mit teils glasierten Ziegeln im Stile der Neugotik. | 33949914 | BW             |
| Unter den Eichen 22 52° 40′ 23″ N, 10° 51′ 1″ O              | Wohn-/ Wirtschaftsgebäude | Eingeschossiger, queraufgeschlossener Fachwerkbau unter Satteldach in Dachschindeldeckung, symmetrisches Fachwerkgefüge in Ziegelsichtausfachung, achsenmittiger Haupteingang mit darüber liegendem Zwerchhaus in Zierfachwerk. Westlich Tordurchfahrt mit Wirtschaftsanbau. Haupthaus einer vierseitigen Hofanlage. | 33949818 | BW             |
| Unter den Eichen 22 52° 40′ 22″ N, 10° 51′ 0″ O              | Stall                     | Rückwärtiger Stallflügel von um 1905 als Teil der vierseitigen Hofanlage. | 33949890 | BW             |
| Unter den Eichen 22 52° 40′ 22″ N, 10° 51′ 1″ O              | Scheune                   | Rückwärtiger Scheunenflügel in Fachwerkbauweise, wohl zeitgleich mit Wohn-/ Wirtschaftsgebäude entstanden. | 33949844 | BW             |
| Unter den Eichen 22 52° 40′ 23″ N, 10° 51′ 1″ O              | Stall                     | Rückwärtiger Stallflügel von um 1905 als Teil des vierseitigen Hofanlage. | 33949866 | BW             |
| Unter den Eichen 24 52° 40′ 23″ N, 10° 51′ 3″ O              | Wohnhaus                  | Queraufgeschlossener, eingeschossiger Fachwerkbau auf Sandsteinquadersockel unter Satteldach in Pfannendeckung mit Niedersachsengiebel. Westliche Gebäudeseite in Zierfachwerk mit vorkragendem Zwerchhaus unter Mansarddach über Altan–Terrasse, Haupteingang hinter konvexer Treppe mit gusseisernen Handlauf. Östliche Gebäudehälfte mit konvexem Risalit über Souterrain unter Walmdach mit Zierspitze. OG über profiliert ausgestaltetem Gebälk, in den Brüstungsfeldern Fußstrebenpaare mit Rosetten sowie Reliefs im Werbestil zu Beginn 20. Jh. Fenster in profilierter Holzeinfassung mit flachen Dreiecksgiebel mit Perlschnur, originale Galgenfenster mit sprossengeteilten Oberlichtern. | 33949761 | BW             |
| Unter den Eichen 26 52° 40′ 24″ N, 10° 51′ 4″ O              | Wohn-/ Wirtschaftsgebäude | Eingeschossiges, queraufgeschlossenes Fachwerkgebäude unter Satteldach in Pfannendeckung. Symmetrischer Fachwerkabbund mit gekuppelten Ständern, verputzte Ausfachung. Mittiges Zwerchhaus mit Freigespärre, im Schwellriegel Inschrift mit Datum „1912“ sowie Wappentafel im mittigen Brüstungsgefach. Darunter fachwerkgezierter Windfang. An östlicher Gebäudeseite Tordurchfahrt mit Wirtschaftsanbau. | 33949737 | BW             |
| Kirchgasse 3 52° 40′ 24″ N, 10° 51′ 10″ O                    | Kapelle                   | | 33949680 | BW             |
| Kirchgasse 3 52° 40′ 24″ N, 10° 51′ 12″ O                    | St. Johannes              | Saalkirche aus Feldsteinmauerwerk unter zum Chor halb abgewalmten Satteldach in Ziegelpfannendeckung, mit westlichen Dachreiter in Fachwerk mit schiefergedeckter, gestaffelter Haube. Saal mit ziegelgefassten Rundfenstern, auf ein zugesetzter Spitzbogen, am Chor die Ecken strebeförmig ausgebildet, dort Fachwerk im Giebel. An Giebelseiten moderne Anbauten der Sakristei und Foyers in Ziegelmauerwerk. Saalbau aus beginnendem 14. Jh., Dachreiter von 1821. Innenraum mit Holzdecke, im Westen und Norden niedrige Emporen von 1830. | 33949622 | Weitere Bilder |
| Kirchgasse 3 52° 40′ 24″ N, 10° 51′ 12″ O                    | Kirchhof                  | Kirchhof der St. Johannes-Kirche mit dem Kirchenbau, Fachwerkkapelle und Baumbestand. | 33949648 | BW             |
| Am Dorfbrunnen 4 (Zasenbeck 16) 52° 40′ 25″ N, 10° 51′ 17″ O | Stall/Speicher            | Zweigeschossiger Fachwerkbau als Teil der Hofanlage. 1839 errichtet und original erhalten. | 33949714 | BW             |

## Außerhalb der Ortschaften
| Lage                                          | Bezeichnung | Beschreibung | ID       | Bild           |
| --------------------------------------------- | ----------- | --- | -------- | -------------- |
| Großer Mallohweg 52° 38′ 6″ N, 10° 43′ 10″ O  | Forsthaus   | Ehemaliges Forsthaus Malloh. Eingeschossiger Vierständer–Fachwerkbau unter Halbwalmdach in Ziegelpfannendeckung. Symmetrisches Zweckfachwerk mit Ziegelausfachung, Ladeluke im Giebelfeld. In Teilen massiv ersetzt. | 33948464 | Weitere Bilder |
| L 282, km 52,640 52° 43′ 40″ N, 10° 47′ 36″ O | Grenzstein  | am Grenzgraben Rade | 33946748 | BW             |